# John Fashanu
John Fashanu est un footballeur anglais né le 18 septembre 1962 à Kensington, Londres.

## Biographie
Il est le frère d'un autre footballeur, Justin Fashanu, le premier professionnel à revendiquer son homosexualité. Il contribue au harcèlement homophobe vis-à-vis de celui-ci en déclarant au journal The Voice (en) : « Mon frère est un paria ». Justin Fashanu se suicide en 1998.
En avril 2020, John Fashanu participe à la deuxième saison de l'émission de survie militaire Celebrity SAS: Who Dares Wins.

## Carrière
- 1979-1983 : Norwich City  Angleterre
- 1983-1983 : Crystal Palace  Angleterre
- 1983-1984 : Lincoln City  Angleterre
- 1984-1986 : Millwall  Angleterre
- 1986-1994 : Wimbledon FC  Angleterre
- 1994-1994 : Aston Villa  Angleterre

## Palmarès
- 2 sélections et 0 but avec l'équipe d'Angleterre en 1989.